# Colonia Güell

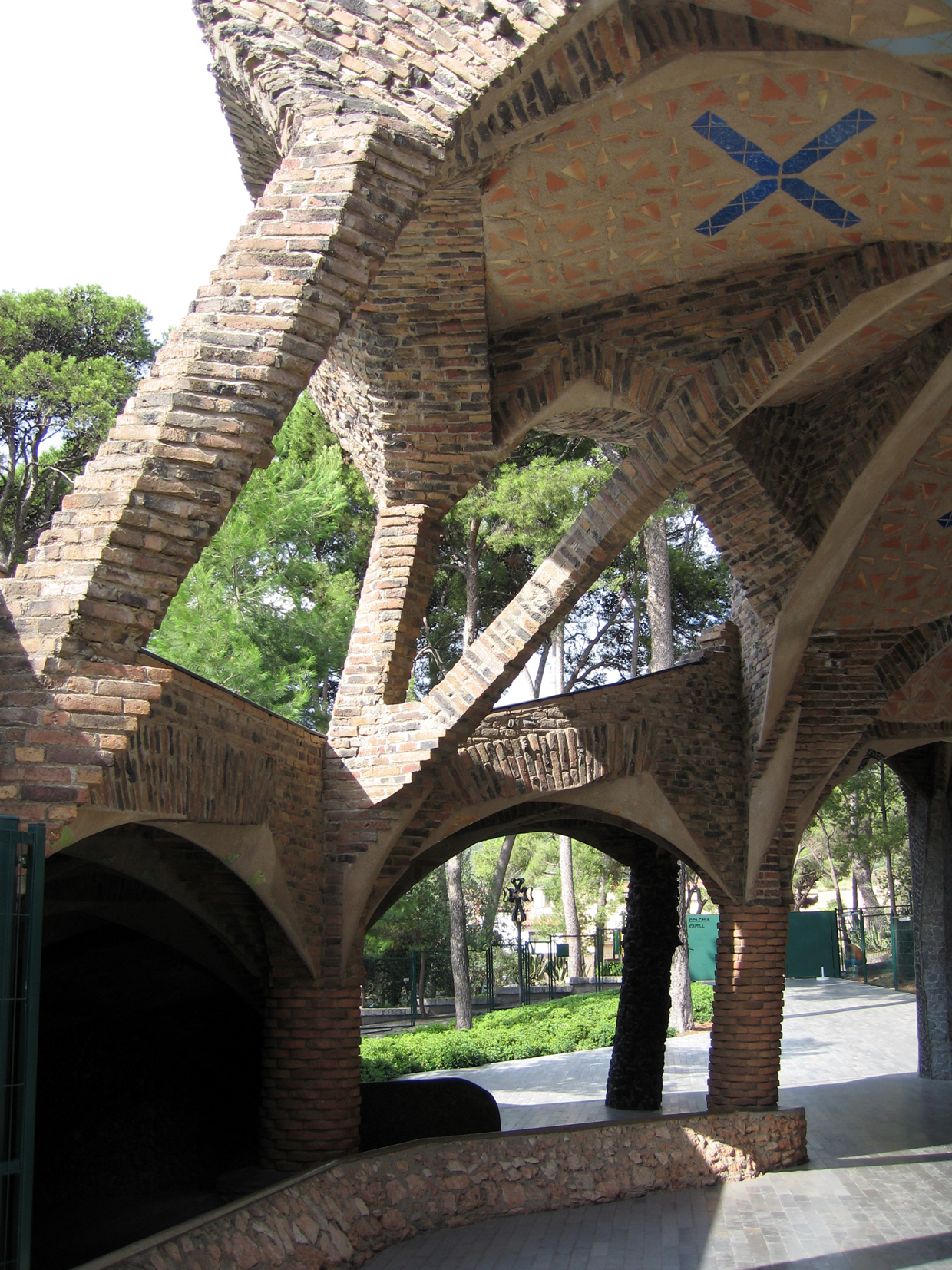
Krypta kościoła

Colonia Güell (dokładnie znaczy Kolonia Güella) - zrealizowany tylko w części (w latach 1908–1916) projekt osiedla robotniczego w Santa Coloma de Cervelló (ul. Reixach), 20 km od Barcelony. 
Projekt ten wykonał Antoni Gaudí dla swojego długoletniego przyjaciela, Eusebi Güella, przemysłowca barcelońskiego. Architekt pracował nad nim już od 1898 roku a w dziesięć lat później przystąpiono de realizacji. Jest to jeden z najciekawszych i najorginalniejszych jego projektów. Z powodu śmierci Güella projekt zarzucono - ukończono jedynie kryptę kościoła dla robotników.
Antoni Gaudí chciał aby kościół wtopił się w otoczenie. Nadał mu szaro-brązową barwę, co powoduje jego stopienie się ze wzgórzem, na którym stoi. Kolumnom zewnętrznym starał się nadać kształt rosnących pni, natomiast sufity pomiędzy nimi zamalował na barwę niebiesko-białą, co miało stanowić aluzję do nieba. Gaudí zawarł tym sposobem swój pogląd na "drogę" chrześcijanina. W środkowej części krypty na uwagę zasługuje sklepienie, stylizowane na kształty wyrzeźbione przez naturę - daje to efekt prawdziwej groty. Potęgują go jeszcze specjalnie obłupane pochylone kolumny i ściany.
Ten projekt jako pierwszy wykonał Gaudí w oparciu o wymyśloną przez siebie metodę testowania obciążeń na modelu.

## Literatura
- Gaudi-wszystkie budowle, Rainer Zerbst, Taschen/TMC Art 2010